# Remesa
Las remesas son ganancias que los emigrantes envían a su país de origen, normalmente a sus familiares, con el propósito de solventar sus gastos básicos. El envío de fondos por parte de emigrantes es un evento que ha ocurrido desde el siglo XIX con el aumento de las corrientes migratorias, pero recién a fines del siglo XX ha alcanzado un desarrollo elevado debido a la mejora en los sistemas de comunicación a nivel mundial y al mayor desarrollo de la banca a nivel internacional. Las remesas familiares son mermas de recursos de personas en el exterior, principalmente de Estados Unidos, aunque pueden ser de cualquier parte del mundo que envían a personas diferentes. Normalmente, es una transferencia de dinero, realizada a través de una transferencia bancaria o por una compañía de servicios financieros especializada en la materia, no obstante, también puede ser envío de alimentos o medicamentos, especialmente en países donde esos productos escasean. Cada país tiene sus propias disposiciones legales para el envío y recepción de remesas, sin embargo, dichas legislaciones suelen ser mucho más flexibles en comparación al envío de dinero para otras finalidades, encontrándose exentas de algunos impuestos, otros aranceles o restricciones. En 2018, la Asamblea General de las Naciones Unidas decretó al 16 de junio como el «Día Internacional de las Remesas Familiares».

## Por país
Los países más beneficiados por el flujo de remesas son:
| País          | Remesas 2004     | Remesas 2006     | Remesas 2007     | Remesas* 2008    | Remesas 2010     |
| ------------- | ---------------- | ---------------- | ---------------- | ---------------- | ---------------- |
| China         | $21 300 millones | $22 520 millones | $25 700 millones | $40 500 millones | n/d              |
| Filipinas     | $10 700 millones | $12 700 millones | $14 400 millones | $16 400 millones | $17 300 millones |
| México        | $21 700 millones | $25 600 millones | $26 100 millones | $25 100 millones | $21 200 millones |
| Polonia       | $12 000 millones | n/d              | $12 500 millones | $13 750 millones | n/d              |
| Bangladés     | $4 200 millones  | $ 5 500 millones | 6 600 millones   | $9 000 millones  | $10 700 millones |
| Pakistán      | $4 200 millones  | $5 100 millones  | $6 000 millones  | $7 000 millones  | $8 700 millones  |
| Corea del Sur | n/d              | n/d              | $5 700 millones  | $6 700 millones  | n/d              |

*Estimación del Banco Mundial 

Datos de los Bancos Centrales de Bangladés, México, Pakistán y Filipinas.

## Dinámicas

### Emergencias
Durante desastres o emergencias, las remesas pueden ser una fuente vital de recursos para personas cuyas principales fuentes de ingresos pueden haber sido destruidas por conflictos o desastres naturales. Según el Instituto de Desarrollo de Ultramar, la importancia de las remesas está siendo cada vez más considerada por los actores que quieren ayudar a los afectados.

### Potenciales problemas de seguridad
En los recientes esfuerzos internacionales coordinados para reducir las posibles fuentes de lavado de dinero y/o financiamiento terrorista ha incrementado el costo de enviar remesas directamente incrementando los costos de las empresas que facilitan el envío e indirectamente a la persona que lo recibe.

### Beneficios económicos para países en desarrollo
El impacto benéfico generado por las remesas en países en desarrollo es un tema polémico.
Economistas del Banco Mundial discuten que la alta probabilidad de que los beneficiarios de las remesas estén bancarizados significa que las remesas pueden promover el acceso a servicios financieros tanto para el que envía como el que recibe, aclamando que apoyar a las remesas es un aspecto fundamental para promover el desarrollo económico. Mientras tanto, estudiosos de las migraciones han expresado preocupación sobre la habilidad de las remesas para influir directamente en las causas del subdesarrollo económico.
Generalmente se piensa que las remesas son anticíclicas. La estabilidad de los flujos de remesas en crisis financieras y depresiones económicas las transforman en una buena fuente de ingresos de moneda extranjera para países en desarrollo. Ya que las remesas enviadas por emigrantes no paran al pasar de los años y no sólo corresponden a nuevos emigrantes, las remesas pueden persistir a través del tiempo. Esto en particular sucede con los migrantes circulantes quienes viajan constantemente entre su país originario y migratorio. A nivel estatal, países con diversidad de destinos migratorios tiene mayor posibilidad de contar con un flujo de remesas estable.